# ジャンジャンパラダイス2
ジャンジャンパラダイス2は、1997年に発売されたアーケード用脱衣麻雀。開発：エレクトロデザイン。発売：カネコ。前作ジャンジャンパラダイスの第2弾である。

## ゲーム内容
12人の登場人物の中から一人をパートナーに選び、残りの11人と順次対戦していく。ゲームオーバーになるとパートナーが脱ぐ。
イカサマアイテムの類は存在しないが、配牌が来た後にどのような役を狙えるかアドバイスをくれるので麻雀初心者に優しいと言える。プレイヤーが和了すると絵合わせ・ルーレット・ハイ＆ロウなどのミニゲームで持ち点を増やせるチャンスがある。
また、電話をかけると番組が楽しめる「ジャンパラダイヤル」が期間限定で開設された。ID番号が必要だが、これはカードディスペンサーが取り付けられた専用筐体でプレイしてカード（全50種ある）を入手するか、役満を和了するか、ゲームをクリアすると分かる。

### 登場人物
- 篠原真理奈（キャラクターデザイン・北原亜希）
- 藤田真奈（よろず壱）
- 南ゆりか（啼兎☆）
- 神代聖奈（よろず壱）
- 白鳥夕子（南野琴）
- 水谷直美（白鷲藤七朗）
- 小泉愛子（南野琴）
- 北村あずさ（錬金術師）
- 笹岡久美子（よろず壱）
- 天野そあら（神崎らいむ）
- 田上香（抜山敏弘）
- 草原このみ（かわらじま晃）

（）